# Парламентські вибори у Словенії (2022)
Парламентські вибори у Словенії відбулися 24 квітня 2022. Виборці обрали депутатів Державних зборів Словенії.
88 депутатів обирається за пропорційною системою з бар'єром загородження 5%. Усю територію Словенії розподілено на 8 округів, у кожному по 11 підокругів. Кожен обраний депутат представляє якесь підокруг. Від кожного округу обирається 11 депутатів. Розподіл депутатів за підокругом всередині округу визначається за підсумками виборів. Крім того, 2 депутати обираються від італійської та угорської меншин. 

## Контекст
Основне змагання проходило між партією Словенська демократична партія на чолі з Янеза Янші та лівоцентристською партією Рух «Свобода» на чолі з Робертом Голобом
. 
У результаті впевнену перемогу здобула «Свобода», яка зможе сформувати уряд у коаліції з соціал-демократами та лівими.

## Результати
До парламенту пройшли представники 5 партій.
| 223.984x223.984px           |                                          |           |       |       |      |
| Партія/альянс               | Партія/альянс                            | Голосів   | %     | Місць | +/-  |
|                             | Рух «Свобода»                            | 410 769   | 34,45 | 41    | Нова |
|                             | Словенська демократична партія           | 279 897   | 23,48 | 27    | +2   |
|                             | Нова Словенія - Християнські демократи   | 81 794    | 6,86  | 8     | +1   |
|                             | Соціал-демократи                         | 79 709    | 6,69  | 7     | -3   |
|                             | Ліві                                     | 53 234    | 4.46  | 5     | -4   |
|                             | Список Мар'яна Шареця                    | 44 401    | 3,72  | 0     | -13  |
|                             | Povežimo Slovenijo                       | 40 612    | 3,41  | 0     | -10  |
|                             | Словенська національна партія            | 17 736    | 1,49  | 0     | -4   |
|                             | Демократична партія пенсіонерів Словенії | 7582      | 0,64  | 0     | -5   |
|                             | Італійська та угорська меншість          |           |       | 2     | 0    |
| Порожні та недійсні голоси  | Порожні та недійсні голоси               | 11 080    | 0,92  | -     | -    |
| Разом                       | Разом                                    | 1 192 293 | 100   | 90    | 0    |
| Зареєстровано виборців/Явка | Зареєстровано виборців/Явка              | 1 695 771 | 70,96 | -     | -    |
| Джерело Volitve             |                                          |           |       |       |      |